# Danh sách tiểu hành tinh: 14901–15000
| Tên                  | Tên đầu tiên | Ngày phát hiện       | Nơi phát hiện           | Người phát hiện                                  |
| -------------------- | ------------ | -------------------- | ----------------------- | ------------------------------------------------ |
| 14901 -              | 1992 SH      | 21 tháng 9 năm 1992  | Kitami                  | M. Yanai, K. Watanabe                            |
| 14902 Miyairi        | 1993 BE2     | 17 tháng 1 năm 1993  | Yatsugatake             | Y. Kushida, O. Muramatsu                         |
| 14903 -              | 1993 DF2     | 25 tháng 2 năm 1993  | Kushiro                 | S. Ueda, H. Kaneda                               |
| 14904 -              | 1993 FM14    | 17 tháng 3 năm 1993  | La Silla                | UESAC                                            |
| 14905 -              | 1993 FV27    | 21 tháng 3 năm 1993  | La Silla                | UESAC                                            |
| 14906 -              | 1993 NJ1     | 12 tháng 7 năm 1993  | La Silla                | E. W. Elst                                       |
| 14907 -              | 1993 OF3     | 20 tháng 7 năm 1993  | La Silla                | E. W. Elst                                       |
| 14908 -              | 1993 OQ4     | 20 tháng 7 năm 1993  | La Silla                | E. W. Elst                                       |
| 14909 Kamchatka      | 1993 PY3     | 14 tháng 8 năm 1993  | Caussols                | E. W. Elst                                       |
| 14910 -              | 1993 QR4     | 18 tháng 8 năm 1993  | Caussols                | E. W. Elst                                       |
| 14911 -              | 1993 RH2     | 15 tháng 9 năm 1993  | Kitami                  | K. Endate, K. Watanabe                           |
| 14912 -              | 1993 RP3     | 12 tháng 9 năm 1993  | Palomar                 | PCAS                                             |
| 14913 -              | 1993 RP7     | 15 tháng 9 năm 1993  | La Silla                | E. W. Elst                                       |
| 14914 -              | 1993 TM26    | 9 tháng 10 năm 1993  | La Silla                | E. W. Elst                                       |
| 14915 -              | 1993 UM8     | 20 tháng 10 năm 1993 | La Silla                | E. W. Elst                                       |
| 14916 -              | 1993 VV7     | 10 tháng 11 năm 1993 | Siding Spring           | G. J. Garradd                                    |
| 14917 Taco           | 1994 AD11    | 8 tháng 1 năm 1994   | Kitt Peak               | Spacewatch                                       |
| 14918 -              | 1994 BP4     | 21 tháng 1 năm 1994  | Mérida                  | O. A. Naranjo                                    |
| 14919 Robertohaver   | 1994 PG      | 6 tháng 8 năm 1994   | San Marcello            | A. Boattini, M. Tombelli                         |
| 14920 -              | 1994 PE33    | 12 tháng 8 năm 1994  | La Silla                | E. W. Elst                                       |
| 14921 -              | 1994 QA      | 16 tháng 8 năm 1994  | Siding Spring           | G. J. Garradd                                    |
| 14922 -              | 1994 TA3     | 2 tháng 10 năm 1994  | Kitami                  | K. Endate, K. Watanabe                           |
| 14923 -              | 1994 TU3     | 7 tháng 10 năm 1994  | Palomar                 | K. J. Lawrence                                   |
| 14924 -              | 1994 VZ      | 3 tháng 11 năm 1994  | Nachi-Katsuura          | Y. Shimizu, T. Urata                             |
| 14925 Naoko          | 1994 VU2     | 4 tháng 11 năm 1994  | Kitami                  | K. Endate, K. Watanabe                           |
| 14926 Hoshide        | 1994 VB3     | 4 tháng 11 năm 1994  | Kitami                  | K. Endate, K. Watanabe                           |
| 14927 Satoshi        | 1994 VW6     | 1 tháng 11 năm 1994  | Kitami                  | K. Endate, K. Watanabe                           |
| 14928 -              | 1994 WN1     | 27 tháng 11 năm 1994 | Oizumi                  | T. Kobayashi                                     |
| 14929 -              | 1994 WP1     | 27 tháng 11 năm 1994 | Oizumi                  | T. Kobayashi                                     |
| 14930 -              | 1994 WL3     | 28 tháng 11 năm 1994 | Kushiro                 | S. Ueda, H. Kaneda                               |
| 14931 -              | 1994 WR3     | 27 tháng 11 năm 1994 | Uto                     | F. Uto                                           |
| 14932 -              | 1994 YC      | 24 tháng 12 năm 1994 | Oizumi                  | T. Kobayashi                                     |
| 14933 -              | 1994 YX      | 28 tháng 12 năm 1994 | Oizumi                  | T. Kobayashi                                     |
| 14934 -              | 1995 BP      | 23 tháng 1 năm 1995  | Oizumi                  | T. Kobayashi                                     |
| 14935 -              | 1995 BP1     | 25 tháng 1 năm 1995  | Oizumi                  | T. Kobayashi                                     |
| 14936 -              | 1995 BU2     | 27 tháng 1 năm 1995  | Nachi-Katsuura          | Y. Shimizu, T. Urata                             |
| 14937 Thirsk         | 1995 CP3     | 1 tháng 2 năm 1995   | Kitt Peak               | Spacewatch                                       |
| 14938 -              | 1995 DN      | 21 tháng 2 năm 1995  | Oizumi                  | T. Kobayashi                                     |
| 14939 Norikura       | 1995 DG1     | 21 tháng 2 năm 1995  | Kuma Kogen              | A. Nakamura                                      |
| 14940 Freiligrath    | 1995 EL8     | 4 tháng 3 năm 1995   | Đài quan sát Tautenburg | F. Börngen                                       |
| 14941 Tomswift       | 1995 FY2     | 23 tháng 3 năm 1995  | Kitt Peak               | Spacewatch                                       |
| 14942 Stevebaker     | 1995 MA      | 21 tháng 6 năm 1995  | Haleakala               | AMOS                                             |
| 14943 -              | 1995 VD19    | 15 tháng 11 năm 1995 | Xinglong                | Chương trình tiểu hành tinh Bắc Kinh Schmidt CCD |
| 14944 -              | 1995 YV      | 19 tháng 12 năm 1995 | Oizumi                  | T. Kobayashi                                     |
| 14945 -              | 1995 YM3     | 27 tháng 12 năm 1995 | Oizumi                  | T. Kobayashi                                     |
| 14946 -              | 1996 AN2     | 13 tháng 1 năm 1996  | Oizumi                  | T. Kobayashi                                     |
| 14947 Luigibussolino | 1996 AB4     | 15 tháng 1 năm 1996  | Asiago                  | M. Tombelli, U. Munari                           |
| 14948 -              | 1996 BA      | 16 tháng 1 năm 1996  | Kleť                    | Kleť                                             |
| 14949 -              | 1996 BA2     | 24 tháng 1 năm 1996  | Oizumi                  | T. Kobayashi                                     |
| 14950 -              | 1996 BE2     | 18 tháng 1 năm 1996  | Kushiro                 | S. Ueda, H. Kaneda                               |
| 14951 -              | 1996 BS2     | 26 tháng 1 năm 1996  | Oizumi                  | T. Kobayashi                                     |
| 14952 -              | 1996 CQ      | 1 tháng 2 năm 1996   | Xinglong                | Chương trình tiểu hành tinh Bắc Kinh Schmidt CCD |
| 14953 Bevilacqua     | 1996 CB3     | 13 tháng 2 năm 1996  | Asiago                  | M. Tombelli, G. Forti                            |
| 14954 -              | 1996 DL      | 16 tháng 2 năm 1996  | Haleakala               | NEAT                                             |
| 14955 -              | 1996 DX      | 21 tháng 2 năm 1996  | Oizumi                  | T. Kobayashi                                     |
| 14956 -              | 1996 DB1     | 22 tháng 2 năm 1996  | Oizumi                  | T. Kobayashi                                     |
| 14957 -              | 1996 HQ22    | 20 tháng 4 năm 1996  | La Silla                | E. W. Elst                                       |
| 14958 -              | 1996 JK1     | 15 tháng 5 năm 1996  | Haleakala               | NEAT                                             |
| 14959 TRIUMF         | 1996 JT3     | 9 tháng 5 năm 1996   | Kitt Peak               | Spacewatch                                       |
| 14960 Yule           | 1996 KO      | 21 tháng 5 năm 1996  | Prescott                | P. G. Comba                                      |
| 14961 d'Auteroche    | 1996 LV3     | 8 tháng 6 năm 1996   | La Silla                | E. W. Elst                                       |
| 14962 Masanoriabe    | 1996 TL15    | 9 tháng 10 năm 1996  | Nanyo                   | T. Okuni                                         |
| 14963 Toshikazu      | 1996 TM15    | 11 tháng 10 năm 1996 | Nanyo                   | T. Okuni                                         |
| 14964 Robertobacci   | 1996 VS      | 2 tháng 11 năm 1996  | San Marcello            | L. Tesi, G. Cattani                              |
| 14965 Bonk           | 1997 KC      | 24 tháng 5 năm 1997  | Bornheim                | N. Ehring                                        |
| 14966 Jurijvega      | 1997 OU2     | 30 tháng 7 năm 1997  | Črni Vrh                | H. Mikuž                                         |
| 14967 Madrid         | 1997 PF4     | 6 tháng 8 năm 1997   | Majorca                 | À. López, R. Pacheco                             |
| 14968 Kubáček        | 1997 QG      | 23 tháng 8 năm 1997  | Modra                   | A. Galád, A. Pravda                              |
| 14969 Willacather    | 1997 QC1     | 28 tháng 8 năm 1997  | Lime Creek              | R. Linderholm                                    |
| 14970 -              | 1997 QA2     | 25 tháng 8 năm 1997  | Dynic                   | A. Sugie                                         |
| 14971 -              | 1997 QN3     | 30 tháng 8 năm 1997  | Caussols                | ODAS                                             |
| 14972 Olihainaut     | 1997 QP3     | 30 tháng 8 năm 1997  | Caussols                | ODAS                                             |
| 14973 Rossirosina    | 1997 RZ      | 1 tháng 9 năm 1997   | San Marcello            | A. Boattini                                      |
| 14974 Počátky        | 1997 SK1     | 22 tháng 9 năm 1997  | Kleť                    | M. Tichý                                         |
| 14975 Serasin        | 1997 SA3     | 24 tháng 9 năm 1997  | Farra d'Isonzo          | Farra d'Isonzo                                   |
| 14976 Josefčapek     | 1997 SD4     | 27 tháng 9 năm 1997  | Ondřejov                | P. Pravec                                        |
| 14977 Bressler       | 1997 SE4     | 16 tháng 9 năm 1997  | Linz                    | E. Meyer                                         |
| 14978 -              | 1997 SD25    | 30 tháng 9 năm 1997  | Uenohara                | N. Kawasato                                      |
| 14979 -              | 1997 TK1     | 3 tháng 10 năm 1997  | Caussols                | ODAS                                             |
| 14980 Gustavbrom     | 1997 TW9     | 5 tháng 10 năm 1997  | Ondřejov                | L. Šarounová                                     |
| 14981 -              | 1997 TY17    | 6 tháng 10 năm 1997  | Kitami                  | K. Endate, K. Watanabe                           |
| 14982 -              | 1997 TH19    | 8 tháng 10 năm 1997  | Gekko                   | T. Kagawa, T. Urata                              |
| 14983 -              | 1997 TE25    | 12 tháng 10 năm 1997 | Rand                    | G. R. Viscome                                    |
| 14984 -              | 1997 TN26    | 11 tháng 10 năm 1997 | Kushiro                 | S. Ueda, H. Kaneda                               |
| 14985 -              | 1997 UU2     | 25 tháng 10 năm 1997 | Oohira                  | T. Urata                                         |
| 14986 -              | 1997 UJ3     | 16 tháng 10 năm 1997 | Oizumi                  | T. Kobayashi                                     |
| 14987 -              | 1997 UT3     | 16 tháng 10 năm 1997 | Oizumi                  | T. Kobayashi                                     |
| 14988 Tryggvason     | 1997 UA7     | 25 tháng 10 năm 1997 | Kitt Peak               | Spacewatch                                       |
| 14989 Tutte          | 1997 UB7     | 25 tháng 10 năm 1997 | Kitt Peak               | Spacewatch                                       |
| 14990 Zermelo        | 1997 UY10    | 31 tháng 10 năm 1997 | Prescott                | P. G. Comba                                      |
| 14991 -              | 1997 UV14    | 31 tháng 10 năm 1997 | Woomera                 | F. B. Zoltowski                                  |
| 14992 -              | 1997 UY14    | 16 tháng 10 năm 1997 | Nachi-Katsuura          | Y. Shimizu, T. Urata                             |
| 14993 -              | 1997 UC15    | 16 tháng 10 năm 1997 | Nachi-Katsuura          | Y. Shimizu, T. Urata                             |
| 14994 Uppenkamp      | 1997 UW18    | 28 tháng 10 năm 1997 | Kitt Peak               | Spacewatch                                       |
| 14995 Archytas       | 1997 VY1     | 5 tháng 11 năm 1997  | Prescott                | P. G. Comba                                      |
| 14996 -              | 1997 VY2     | 5 tháng 11 năm 1997  | Dynic                   | A. Sugie                                         |
| 14997 -              | 1997 VD4     | 1 tháng 11 năm 1997  | Kushiro                 | S. Ueda, H. Kaneda                               |
| 14998 -              | 1997 VU6     | 1 tháng 11 năm 1997  | Kitami                  | K. Endate, K. Watanabe                           |
| 14999 -              | 1997 VX8     | 9 tháng 11 năm 1997  | Nyukasa                 | M. Hirasawa, S. Suzuki                           |
| 15000 CCD            | 1997 WZ16    | 23 tháng 11 năm 1997 | Kitt Peak               | Spacewatch                                       |